# Armoiries du Burkina Faso
Les armoiries du Burkina Faso reproduisent le drapeau national. Dans la partie supérieure du blason, on peut voir une ceinture d'argent dans laquelle est inscrite la dénomination officielle du pays : « Burkina Faso ». Dans la partie inférieure, sur une autre ceinture, on peut lire la devise officielle du pays : « La Patrie ou la Mort, nous Vaincrons ». Il y a aussi un livre, qui représente l'éducation.
Le blason est soutenu par deux chevaux et deux lances, qui représentent les guerriers mossis. Peuple de l'ethnie majoritaire du pays, un cheval serait à la base de leur histoire. Un cheval s'est enfui avec une princesse d'un royaume du nord du Ghana et se retrouva dans l'actuel Burkina Faso et rencontra un chasseur et de leur union naîtra Ouédraogo, qui veut dire « cheval mâle » et c'est ce dernier qui sera le fondateur du royaume mossi. Aujourd'hui, les chevaux sont l'emblème du pays et même de l'équipe nationale et de tous les athlètes masculins.
À la faveur de l'insurrection populaire du 30 octobre 2014, beaucoup de personnes arboraient les armoiries du Conseil national de la révolution (1984-1991) sur les réseaux sociaux, pour marquer la rupture avec le régime du président déchu, Blaise Compaoré.

## Anciennes armoiries

Anciennes armoiries de Haute-Volta (1958-1984)
Ancien emblème du Burkina Faso (1984-1991)

## cBibliographiec
- Jean-Christophe Blanchard, « Drapeaux et armoiries des pays issus de la décolonisation de l'Afrique équatoriale française et de l'Afrique occidentale française. Un marqueur d'indépendance ? », HAL-UL (CRULH),‎ 2019 (lire en ligne, consulté le 12 septembre 2023).